# Chaconne
La chaconne, ou plus rarement chacone, dont on trouve aussi le nom italien ciaccona, est un genre musical pratiqué aux XVIIe et XVIIIe siècles et une danse.

## Origine et caractères
Initialement, vers la fin du XVIe siècle, la chaconne est une chanson populaire à danser, à trois temps de caractère vif, originaire d'Amérique, pendant le vice royaume de Nouvelle-Espagne et introduite en Espagne par les marins. Transplantée ensuite dans d'autres pays d'Europe au début du XVIIe siècle, elle y devient une danse de caractère noble puis est abordée par les instruments, en orchestre ou solistes. C'est alors une pièce de grandes proportions, en mesure ternaire, lente et solennelle, basée sur la répétition et la variation d'un thème comprenant en général 4 ou 8 mesures avec reprise. Elle est construite sur une basse qui est un tétracorde descendant, alors que la passacaille est construite sur un thème joué à la basse et qui ensuite se distribue sur les autres voix. L'origine en serait la forme « rondeau » (autre danse) avec refrain et couplets, ces derniers réalisant des variations du refrain, d'où l'impression de répétition.
À ce stade de son évolution, elle devient indiscernable de la passacaille, car les noms semblent interchangeables selon les compositeurs : Louis Couperin intitule une de ses pièces « chaconne ou passacaille » ; François Couperin fait de même dans sa première suite pour viole (passacaille ou chaconne) et semble éviter le problème en nommant une de ses compositions pour clavecin L'amphibie ; selon Mattheson, la chaconne est plus lente que la passacaille mais d'Alembert dit le contraire. Cependant, la chaconne commence fréquemment en anacrouse sur le deuxième temps, contrairement à la passacaille dans laquelle le procédé est plus rare.
Ces deux pièces sont construites selon trois procédés qui peuvent se combiner :
- le rondeau : un refrain de deux, quatre, huit ou seize mesures, terminé par une cadence[2], entre des couplets variés ;
- la variation (mélodique ou rythmique) ;
- la basse obstinée : un motif thématique répété à la basse.

Dans la musique baroque, la chaconne est utilisée de façon occasionnelle dans la suite de danses instrumentales, dont elle est presque toujours la pièce finale. Elle est également souvent utilisée en France, comme morceau final, ou au cours des pièces lyriques importantes dans la tragédie lyrique et l'opéra-ballet.
Ce grand genre, marqué par la lenteur et la solennité du tempo, la mesure à trois temps (sauf quelques exceptions) et le principe de l'ostinato est indissociable du  baroque. Il trouve son terrain d'élection chez les compositeurs des XVIIe et XVIIIe siècles, tels Frescobaldi, Couperin, Rameau, d'Anglebert, Chambonnières, Purcell, Buxtehude, Bach, Pachelbel et d'autres.

## Chaconne contemporaine
De nombreux compositeurs modernes utilisent le procédé, notamment chez Busoni, Bartók, Křenek, Britten et en 1963, chez la compositrice russe, Sofia Goubaïdoulina, mais également chez Heinz Holliger (1975) et György Ligeti (1978).
La chaconne est utilisée dans quelques œuvres de compositeurs minimalistes : second mouvement du concerto pour violon (1993) de John Adams, Echorus pour deux violons et orchestre (1995) et troisième mouvement de la symphonie no 3 de Philip Glass. Deux chaconnes ont été composées par Louis Hardin dit Moondog, que l'on retrouve dans l'album Moondog In Europe daté de 1977.

## Chaconnes célèbres
La Chaconne qui termine la Partita pour violon seul no 2 de Bach
est la plus célèbre :
- un détail peu connu de la littérature[réf. souhaitée] : c'est ce morceau qu'Aldous Huxley demanda que l'on joue sur sa tombe, lors de son dernier voyage. La chronique veut que l'invitation ait été relevée par Yehudi Menuhin à Los Angeles (1963) ;
- le nombre considérable de transcriptions dont ce morceau a fait l'objet le confirme : guitare, accordéon, harpe, orchestre, orchestre de chambre, piano et orgue ;
- le clavier donne à Busoni l'occasion de libérer un véritable déluge de notes : les dix doigts sont intégralement mobilisés (Toccata Preludio, Fantasia, Ciaccona) BV 287 ;
- la transcription pianistique de Brahms pour la main gauche est une étude qui reprend le texte de la partie de violon seul.

Parmi les autres nombreuses chaconnes notables, on trouve :
- pour orchestre : celles de Lully, notamment la chaconne finale d’Amadis (1684) ; de M. Marais Chaconne pour les Tritons et les Nereides, acte V d'Alcione (1706) et à la fin de Sémélé (1709) ; de Rameau, la chaconne finale des Indes galantes (1735) et de Naïs (1749) ; Chaconne de Daphnis et Chloé de Joseph Bodin de Boismortier  (1747) ; Johannes Brahms, dernier mouvement de la Symphonie no 4 de Brahms (1885) ; Benjamin Britten, Passacaille de Peter Grimes ; Thierry Escaich, Chaconne pour orchestre (2000) ;
- Magnificat à trois voix égales et symphonie (H. 73), pour ténor, haute contre, basse, deux violons et basse continue, de Marc-Antoine Charpentier (1670) avec son Prélude sur une basse obligée ;
- pour trois flûtes à bec (ou trois violons) et continuo : chaconne Three parts upon a ground (Z.731) du Dioclesian d'Henry Purcell, ainsi que les chaconnes Z.730 et Z.680, c.1680 ;
- pour luth, théorbe ou guitare :  Robert de Visée, Kapsperger (Intavolatura di chitarone, Libro 4) ;
- pour clavecin : les chaconnes de Louis Couperin, Jacques Champion de Chambonnières, Johann Caspar Ferdinand Fischer, Haendel, Chaconne en sol (H.435) ; Gaspard Le Roux et Jacques Duphly ;
- pour orgue : Buxtehude, Ciacona BuxWV 159, 160, 161 ; Johann Pachelbel, Chaconnes en fa mineur (avec 22 variations) et en ré ; Max Reger, Passacaille, opus 63 no 6 ;
- pour piano : une chaconne en mi mineur du musicien coréen Yiruma.

Pour ensemble ou musique de chambre, les contemporains en font usage, mais plutôt en titrant passacaille leur mouvement. Citons notamment : Maurice Ravel (Trio avec piano, 1914) ; Jón Leifs (Concerto pour orgue, op. 7, 1930) ; Dmitri Chostakovitch ( Concerto pour violon no 1, 1948) ; Witold Lutosławski (Concerto pour orchestre, 1954) ; Krzysztof Penderecki (Symphonie no 3, 1995).

## Discographie
- Chaconne : Œuvres de Brahms, Busoni, Lutz, Bach – Edna Stern, piano ; Amandine Beyer, violon (Zig-Zag Territoires)[3] (OCLC 716473121).
- Chaconnes : Marin Marais, Intégrale du Quatrième livre de pièces de viole - Jean Louis Charbonnier, basse de viole (Pierre Verany/Arion).
- Follie All'italiana : Œuvres de Vivaldi, Corelli, Storace, Cazzati, Vitali, Caldara, Reali, Falconieri, Pandolfi-Mealli, Corbetta – Sonatori De La Gioiosa Marca (Erato).
- Chaconne : Œuvres de Lully, Blow, Corelli, Marini, Mayr, Muffat, Pezel, Purcell – Reinhard Goebel, Musica Antiqua Köln (Archiv).
- Chaconne : Œuvres de Frescobaldi, Cabanilles, Storace, Couperin, Kerll, Ligeti, Muffat, Dagincour, Haendel, Forqueray - Rinaldo Alessandrini, clavecin (février 2008, Naïve) (OCLC 755948914).